# Kat
Kat  je dio građevinske konstrukcije koji je okomito dijeli. Kat čini pod tog prostora i strop iznad njega.
Sinonim za pod je greda - ploča koja nosi sve građevinske elemente u tom prostoru (zidove, stupove ...). Grede se izrađuju od drveta, betona, čelika, armiranog betona, ovisno o rasponu i težini koju moraju nositi.

## Odlike
Podovi se broje na različite načine; u Europi je od srednjeg vijeka običaj da se prvi kat do tla, prizemlje, ne broji, on je nula - 0, dok se u SAD-u i Rusiji broji i u zgradi, tako da zgrada od 10 katova u Europi ima 11 katova u SAD-u.